# Jakub Szymański
Jakub Szymański (Warschau, 22 juli 2002) is een Pools atleet, gespecialiseerd in de 110 meter horden en 60 meter horden. Hij is houder van de Poolse records op beide onderdelen en werd Europees indoorkampioen in 2025.

## Biografie
Szymański werd geboren in Warschau en begon op jonge leeftijd met atletiek. Zijn talent voor hordelopen werd al vroeg opgemerkt en hij sloot zich aan bij de atletiekclub SKLA Sopot, waar hij werd begeleid door coach Bernard Werner. 
In 2021 brak hij internationaal door met een bronzen medaille op de 110 meter horden bij de wereldkampioenschappen U20 in Nairobi. Szymański ontwikkelde zich verder en werd een vaste waarde in de Poolse ploeg. In 2023 won hij zilver op de Europese indoorkampioenschappen in Istanbul op de 60 meter horden. Het jaar daarop bereikte hij de halve finales op de Olympische Zomerspelen 2024.
Szymański zette zijn opmars voort en in 2025 kroonde hij zich tot Europees indoorkampioen op de 60 meter horden in Apeldoorn, waar hij het Poolse record verbeterde tot 7,43 seconden. Eerder dat jaar verbeterde hij het nationale record naar 7,39 seconden tijdens de ORLEN Cup in Łódź.

## Persoonlijke records
| Onderdeel            | Tijd    | Locatie  | Datum           |
| -------------------- | ------- | -------- | --------------- |
| 110 m horden         | 13,25 s | Warschau | 2024            |
| 60 m horden (indoor) | 7,39 s  | Łódź     | 8 februari 2025 |

## Prestaties
| Jaar | Toernooi                        | Plaats    | Onderdeel    | Resultaat    |
| ---- | ------------------------------- | --------- | ------------ | ------------ |
| 2021 | Wereldkampioenschappen U20      | Nairobi   | 110 m horden | Brons        |
| 2023 | Europese indoorkampioenschappen | Istanbul  | 60 m horden  | Zilver       |
| 2024 | Olympische Spelen               | Parijs    | 110 m horden | Halve finale |
| 2025 | Europese indoorkampioenschappen | Apeldoorn | 60 m horden  | Goud         |